# Breathing Underwater
Breathing Underwater – singel szkockiej piosenkarki Emeli Sandé wydany 28 października 2016 nakładem Virgin Records i promujący album Long Live the Angels. Utwór wyprodukował Chris Crowhurst, który wraz z samą wokalistką był także współautorem kompozycji. 
Do utworu powstał teledysk, za którego reżyserię odpowiadał Tim Mattia. Teledysk miał premierę w serwisie internetowym YouTube 9 listopada 2016.
Singel był notowany na 78. miejscu na UK Singles Chart, a także 19. pozycji zestawienia Scottish Singles and Albums Charts.

## Lista utworów
- Digital download[1]

1. „Breathing Underwater” (Album Version) – 4:22

- Remix single[1]

1. „Breathing Underwater” (Matrix & Futurebound Remix) – 4:38

## Notowania na liście sprzedaży
| Kraj            | Notowanie (2016)                   | Najwyższa pozycja |
| --------------- | ---------------------------------- | ----------------- |
| Wielka Brytania | UK Singles Chart                   | 78                |
| Szkocja         | Scottish Singles and Albums Charts | 19                |